# Andrij Tkačuk
Andrij Mykolajovyč Tkačuk (in ucraino Андрій Миколайович Ткачук?; Žytomyr, 18 novembre 1987) è un calciatore ucraino, centrocampista del Dinaz Vyšhorod in prestito dal Metalist 1925.

## Carriera
Ha giocato nella massima serie dei campionati ucraino e kazako.